# NGC 257
NGC 257 es una galaxia espiral (Sc) localizada en la dirección de la constelación de Pisces. Posee una declinación de +08° 17' 48" y una ascensión recta de 0 horas, 48 minutos y 01,6 segundos.
La galaxia NGC 257 fue descubierta el 29 de diciembre de 1790 por William Herschel.